# Cameron Porter
Cameron Bernard Porter (Centerville, 3 maggio 1993) è un ex calciatore statunitense, attaccante.

## Carriera

### Montreal Impact
Il 15 gennaio 2015 viene selezionato come 45ª scelta al terzo round dal Montreal Impact. Il 7 febbraio 2015 firma con i canadesi.Due settimane dopo, il 24 febbraio 2015, fa il suo debutto da professionista entrando all'81º minuto nei quarti di andata di CONCACAF Champions League contro il Pachuca.
Il 3 marzo 2015 segna la sua prima rete da professionista, segnando nel recupero il gol dell'1-1 contro il Pachuca e consentendo agli Impact di accedere ad una storica semifinale di una competizione continentale da parte di una squadra canadese.
Il 21 marzo 2015 subisce la rottura del legamento crociato anteriore ponendo così fine anticipatamente alla stagione.

### Sporting K.C.
Il 12 luglio 2016 passa allo Sporting Kansas City nello scambio che ha visto l'arrivo di Amadou Dia agli Impact.
Il 20 ottobre 2016 realizza la sua seconda rete in Champions League contro il Central FC.

## Statistiche
| Stagione                    | Squadra                     | Campionato                  | Campionato | Campionato | Coppe nazionali | Coppe nazionali | Coppe nazionali | Coppe continentali | Coppe continentali | Coppe continentali | Altre coppe | Altre coppe | Altre coppe | Totale | Totale |
| Stagione                    | Squadra                     | Comp                        | Pres       | Reti       | Comp            | Pres            | Retis           | Comp               | Pres               | Reti               | Comp        | Pres        | Reti        | Pres   | Reti   |
| --------------------------- | --------------------------- | --------------------------- | ---------- | ---------- | --------------- | --------------- | --------------- | ------------------ | ------------------ | ------------------ | ----------- | ----------- | ----------- | ------ | ------ |
| 2015                        | Montréal Impact             | MLS                         | 2          | 0          |                 | -               | -               | CCL                | 3                  | 1                  |             | -           | -           | 5      | 1      |
| 2016                        | Montréal Impact             | MLS                         | -          | -          | CC              | 2               | 0               |                    | -                  | -                  |             | -           | -           | 2      | 0      |
| Totale Montreal Impact      | Totale Montreal Impact      | Totale Montreal Impact      | 2          | 0          |                 | 2               | 0               |                    | 3                  | 1                  | -           | -           | -           | 7      | 1      |
| 2016                        | FC Montréal                 | USL                         | 4          | 0          |                 | -               | -               |                    | -                  | -                  |             | -           | -           | 4      | 0      |
| 2016                        | Swope Park Rangers          | USL                         | 1          | 0          |                 | -               | -               |                    | -                  | -                  |             | -           | -           | 1      | 0      |
| 2016                        | Sporting Kansas City        | MLS                         | 2          | 0          |                 | -               | -               | CCL                | 4                  | 1                  |             | -           | -           | 6      | 1      |
| 2017                        | Sporting Kansas City        | MLS                         | 1          | 0          | USOC            | 1               | 0               |                    | -                  | -                  |             | -           | -           | 2      | 0      |
| Totale Sporting Kansas City | Totale Sporting Kansas City | Totale Sporting Kansas City | 3          | 0          |                 | 1               | 0               |                    | 4                  | 1                  | -           | -           | -           | 8      | 1      |
| Totale carriera             | Totale carriera             | Totale carriera             | 10         | 0          |                 | 3               | 0               |                    | 7                  | 2                  | -           | -           | -           | 20     | 2      |

## Palmarès

### Competizioni nazionali
- U.S. Open Cup: 1

Sporting Kansas City: 2017